# Église Saint-Julien de Vallventosa
Pour les articles homonymes, voir église Saint-Julien.
L'église Saint-Julien de Vallventosa, ou église d'En Benazet, ou encore église Saint-Julien de Benazet est une église en ruines de style roman située à Corbère, dans le département français des Pyrénées-Orientales.